# Amit Farkash
Melissa Amit Farkash Yonas (in ebraico עמית פרקש‎?; Toronto, 26 maggio 1989) è un'attrice canadese naturalizzata israeliana, nota per l'interpretazione di Ella Rozen nella serie israeliana Split.

## Biografia
Melissa Amit Farkash è nata a Toronto, da una famiglia ebrea israeliana ashkenazita. Si trasferisce all'età di due anni in Israele, prima a Ramat HaSharon e poi a Caesarea. Frequenta la scuola pubblica Ma'agan Michael e a tredici anni inizia a studiare canto, interpretando nel 2006 la canzone Milioni di stelle in memoria del fratello maggiore Tom Farkash, morto nel corso della seconda guerra del Libano mentre era in servizio presso le forze armate israeliane. Dopo avere saputo della sua morte, Amit chiese ad un'amica del fratello di comporre e scrivere la canzone, che poi lei cantò per la prima volta al funerale. La canzone, strettamente associata al conflitto, divenne in breve tempo popolare.Ha una sorella minore Ori Farkash nata il 20 giugno 1993.
Ha prestato servizio nel corpo aeronautico delle forze armate israeliane.

## Carriera
Contemporaneamente al servizio militare nel 2008 ottiene uno dei ruoli principali in High School Musical, musical basato sull'omonima pellicola statunitense che, messo in scena durante l'estate, si rivela un grande successo commerciale. 
Nel 2009 appare in un ruolo secondario nella serie "Alex Prons and Cons" sul canale per bambini. Nello stesso anno è protagonista nella serie drammatica soprannaturale su HOT VOD interpretando Ella Rozen Dinmore, una ragazza introversa che scopre di essere metà vampiro e metà umana,  negli episodi della serie TV Split. La serie ha un grande successo e viene esportata in settantotto paesi in tutto il mondo. Si è esibita anche all'Hanukkah Festival nel 2009 e nel 2011 ha interpretato il ruolo dell'usignolo imperiale. 
Nel 2010 lancia il singolo Masheu Hadash del suo album di debutto e nel 2011 partecipa all'"N Festigal game on" nel ruolo di Midnight classificandosi al terzo posto. Nel 2012 partecipa al programma "Staaam!" (in un canale per bambini), ricoprendo durante la seconda stagione il ruolo di supporto a Eliana Tidhar e Yordan Harel. Nello stesso anno concorre nella settima edizione israeliana di Ballando con le stelle, classificandosi al terzo posto.
Nel 2013 partecipa allo spettacolo "The Golden Cage" sul Canale 2 di Reshet, insieme all'amico di famiglia Tomer Shoof.
Nel 2014 svolge un ruolo significativo nella serie comica per bambini "The Nerd Club" e conduce il programma della rivista "Slow and Nervous" sul canale Zoom insieme ad Assaf Forman, esibendosi anche direttamente con degli  spettacoli.
Nell'estate dello stesso anno viene ospitata nei programmi "Wake Up With Fun" e "The Children's Studio" sul Canale 20 (Now 14), partecipato al musical "Il libro della giungla" al Safari di Ramat Gan.
Sempre nel 2014 decide di rallentare le sue esibizioni in televisione e in teatro per studiare recitazione professionale presso lo studio Yoram Levistein. Recita anche in adattamenti israeliani di musical tra cui Spring Awakening e in The Sound Of Music (come Maria). Nel 2015 ha pubblicato il singolo Layadcha.
Il 10 maggio 2016, vigilia del Giorno della Memoria per i caduti militari israeliani, pubblica la canzone "Birthday", facente parte del progetto dedicato a tale giorno dal nome  "Shir and Remembrance", in collaborazione con Ynet, Linkton, la rete Gimel e Waid Labanim. Lo stesso giorno legge una lettera indirizzata al consolato israeliano ad Atlanta.
Nel 2017 appare in ruoli importanti nei film "Il viaggio dell'anello", "Almost Famous" e "The Nerd Club: The Movie".
Dal 2019 al 2021 ha suonato nel musical "Aviv Mitver" al Teatro Bhima. A partire dal 2022, recita nello spettacolo teatrale "E cos'è un viaggio". Nello stesso anno inizia a recitare nella commedia "Casablanca" nel ruolo di Rachel Feldman (produzione del Teatro Bhima e dell'Israeli Theatre of the Hour).
Da novembre 2023 fino a gennaio 2025 Amit insieme ad una sua amica avevano creato una linea di abbigliamento Sun&Lilies, che era disponibile solo in Israele.
Nel gennaio 2024, nel corso della guerra nella Striscia di Gaza("la guerra della specie di ferro"),per il desiderio di dare conforto alle famiglie in lutto, pubblica la canzone "Dear Brother" insieme al musicista Tal Ramon.
Durante i primi mesi di guerra tra Israele e Palestina andò a vivere con i suoi figli di nuovo a casa dei suoi genitori a Cesarea mentre suo marito Yaris Yonas era in guerra.
Da gennaio 2025 è partner di Jo Malone Lodon, casa produttrice di profumi, candele, diffusori e trattamenti per il corpo, che possiede una catena di negozi in Israele con sede a Ramat Aviv.
Nell’agosto 2025 inizia anche una collaborazione con Pandora (azienda) di gioielli. 

## Vita privata
Durante le riprese della serie televisiva Split, nel 2009, incontra Yon Tumarkin, col quale ha una relazione che si conclude nel 2012.
A fine 2016 inizia la frequentazione con Yair Yonas, che sposa nel settembre 2019. Nel gennaio 2021 nasce la loro prima figlia, Anna e nel luglio 2023 il secondogenito Noah. La coppia ha vissuto a Tel Aviv fino a giugno 2025, durante la guerra tra Israele e Iran decidono di trasferirsi a Ramat HaSharon.

## Filmografia
- Rokdim Im Kochavim – serie TV (2012)
- Alex Pros and Cons - serie TV (2009)
- Split (Hatsuya) – serie TV, 135 episodi (2009-2012)
- Plaited Braid (2013)
- The Nerd Club - serie TV (2014)
- Almost Famous (2017)
- Shopkeepers Club: Missing (2017)
- Journey of the Ring (2017)
- Victory (2023)

## Discografia

### Singoli
- 2006 – A Million Stars
- 2010 – Something New
- 2015 – Layadcha